# بخش بیدما
بخش بیدما (به اسپانیایی: Departamento Biedma) یک منطقهٔ مسکونی در آرژانتین است که در استان چوبوت واقع شده است. بخش بیدما ۱۲٬۹۴۰ کیلومتر مربع مساحت و ۵۸٬۶۶۷ نفر جمعیت دارد.